# 頭銜
頭銜，又稱銜稱，是附著在一個人名当中，用以表達對该人物的敬仰或用以標誌該人物所具備的某種身分、專業或學术資格。
在不同的语言中，头衔在人名中的位置也会有所不同，一般上会采用前綴或后綴的方式，也有少部分的頭銜是采用中綴的方式（例如：德语的Graf、天主教的樞機或亚美尼亚使徒教会的Ter等）。此外，一些屬于皇族、貴族或者世族的頭銜是世襲的。

## 皇族或官員
皇室和贵族称谓、英国信件上所用的尊称
- 陛下
- 殿下 （英文: your Highness）
- 閣下 
- 爵 
- 敦/最尊貴的敦 

## 宗教
- 會士
- 和尚
- 比丘尼
- 修士
- 修女
- 神父
- 傳道
- 司鐸
- 牧師
- 長老
- 祭司：多在皇宮貴族
- 巫師：多在原始部落
- 樞機
- 主教
- 總主教
- 教宗

## 學术
- 院士
- 會士
- 博士
- 教授